# Борсуково (Калтасинський район)
Борсуко́во (рос. Барсуково, башк. Бурһыҡ) — присілок у складі Калтасинського району Башкортостану, Росія. Входить до складу Нижньокачмашівської сільської ради.
Населення — 12 осіб (2010; 23 у 2002).
Національний склад:
- башкири — 87 %